# Raised on Rock
«Raised on Rock» es una canción de la banda alemana de hard rock Scorpions, publicado en el 2010 como el primer sencillo del álbum Sting in the Tail. Fue compuesta por Martin Hansen y Klaus Meine en las letras y por Mikael Nord Andersson en la música y alcanzó la segunda posición en la lista Classic Rock Mediabase Chart de Alemania en el mismo año.
La canción cuenta las experiencias del grupo durante su carrera e intenta expresar el espíritu del rock. Además hace referencias a sus antiguos éxitos como «Rock You Like a Hurricane» y «No Pain No Gain» en partes como «I was born in a hurricane, nothing to lose and everything to gain».
Durante la gira Get Your Sting and Blackout World Tour fue grabada en vivo para el DVD y CD Live 2011: Get Your Sting and Blackout de 2011. Además y hasta el momento solo ha sido incluido en el recopilatorio ICON.

## Músicos
- Klaus Meine: voz
- Rudolf Schenker: guitarra rítmica
- Matthias Jabs: guitarra líder
- Pawel Maciwoda: bajo
- James Kottak: batería